# Петров Віктор Вікторович
Віктор Вікторович Петров (нар. 16 травня 1996, Микулинці, Теребовлянський район, Тернопільська область) — український боксер-любитель, майстер спорту України міжнародного класу. Триразовий чемпіон Європи серед юніорів 2009-2011-2012р,бронзовий призер чемпіонату Європи серед юніорів 2010р,бронзовий призер чемпіонату Світу серед юніорів 2011р,срібний призер чемпіонату Європи серед молоді 2013р,срібний призер чемпіонату Світу серед молоді 2014 року.бронзовий призер 1 Європейських ігор серед дорослих 2015р Володар Кубка України з боксу 2015 року (19 квітня, Миколаїв, вагова категорія 64 кг). У фіналі одностайним рішенням суддів переміг представника Львівщини Івана Данчу, який, у свою чергу, перед тим здолав Дениса Беринчика.

## Спортивна кар'єра
Вихованець Теребовлянської дитячо-юнацької спортивної школи, представляє фізкультурно-спортивне товариство «Спартак», тренується в Тернопільській ОШВСМ. Тренер — батько, Заслужений тренер України Віктор Васильович Петров, заснував школу боксу в місті Микулинці. Боксував за «Українських отаманів» в матчі проти команди з Алжиру, поступився роздільним рішенням арбітрів. Приятелює з Берінчиком Денисом.

### Досягнення
- Чемпіон України (2): 2021,2022
- Срібний призер чемпіонату України (1): 2017
- Бронзовий призер чемпіонату України (3): 2015, 2018, 2019,

На I Європейських іграх 2015 у Баку у ваговій категорії до 64 кг здобув бронзову медаль.
- В 1/16 фіналу переміг Айрина Ісметова (Болгарія) — 3-0
- В 1/8 фіналу переміг Оганеса Бачкова (Вірменія) — 3-0
- У чвертьфіналі переміг Клеренса Гойрема (Швеція) — 2-1
- У півфіналі програв Лоренсо Сотомайору (Азербайджан) — 0-3

Чемпіонат світу 2021
- В 1/16 фіналу переміг Євгена Кооля (Росія) — 5-0
- В 1/8 фіналу програв Вандерсону де Олівейрі (Бразилія) — 0-5

Чемпіона Європи 2022
- Програв у першому бою Денієлу Кроттеру (Німеччина).